# M60パットン
M60 パットン（M60 Patton）は、アメリカ合衆国が開発した主力戦車である。M46からスタートしたパットンシリーズの最終モデルであり、前作のM48の機動力と火力に改良を加えたモデルである。愛称はパットン（Patton）とされるが、これは非公式であり、公式にはパットンシリーズともされていなかった。

## 概要
ソ連のT-54/55に脅威を覚えたアメリカ陸軍が、1956年に開発を開始した。
それまで、出力重量比が良い事や構造が簡易な事から戦車用にガソリンエンジンを採用して来たアメリカ軍も、本車に至り被弾時の安全性や燃費の良さから最初からディーゼルエンジンを採用し、主砲も90mm戦車砲からイギリス製105mm戦車砲L7A1に換装し、攻撃力を格段に向上させた。

演習で西ドイツの村落を通過するM60A1
防盾上には白色光/赤外線投光器が装備されている。（1982年の撮影）

数々の改良点はあるものの、M48との根本的な差異はなく、総合的にはM48の改良型である。本来は、ソ連のT-55に対抗しうる本格的な次期主力戦車が登場するまでのストップギャップであり、短期間で引退する予定であったが、肝心のMBT-70計画の頓挫により長期に渡って使用される事となり、各型の合計生産台数は約2万輌を数え、アメリカ軍のみならず西側諸国の標準的主力戦車となった。
アメリカ軍では、1991年の湾岸戦争まで使用され、その後も現在に至るまで各国で改良を重ねられて運用されている傑作戦車であることは間違いないが、旧式化も進行しているため、様々な近代化改修プランが各国のメーカーから提案されている。

## 特徴
M60はM48戦車の発展形であり、各部の構成もほぼ同一だが、M48の車体前部が丸みを帯びた鋳造製であるのに対し、M60では直線的な楔形の鋳造製となっていた。また、転輪やフェンダーなどにアルミ合金を採用し軽量化を図った。砲塔はM48のものを引き継いだ形状の亀甲型鋳造砲塔で、改良型のA1型からは"ニードル・ノーズ"（Needle Nose：細鼻形）もしくは"ロング・ノーズ"（Long Nose：長鼻形）と呼ばれる、全体的に細く絞った形状ものに変更された。
1970年代には、M60A1に「RISE（Reliability Improvements for Selected Equipment：信頼性向上および装備近代化）」と呼ばれる近代化改修が施された。更に射撃管制装置（FCS）を中心に改良したM60A3が開発され、M1エイブラムスが配備された後も1990年代まで現役で使用された。アメリカ海兵隊やイスラエル国防軍の使用車両には、爆発反応装甲も装着された。
|          | M46                                      | M47                                      | M48 | M60                                                                              |
| -------- | ---------------------------------------- | ---------------------------------------- | --- | -------------------------------------------------------------------------------- |
| 画像     |                                          |                                          | |                                                                                  |
| 世代     | 第1世代                                  | 第1世代                                  | 第1世代 | 第2世代                                                                          |
| 全長     | 8.48 m                                   | 8.51 m                                   | 9.30 m | 9.309 m                                                                          |
| 全幅     | 3.51 m                                   | 3.51 m                                   | 3.65 m | 3.60 m                                                                           |
| 全高     | 3.18 m                                   | 3.35 m                                   | 3.10 m | 3.30 m                                                                           |
| 重量     | 44 t                                     | 46 t                                     | 49 t | 52 t                                                                             |
| 主砲     | 50口径90mmライフル砲                     | 50口径90mmライフル砲                     | 43口径90mmライフル砲（A1-A3） 51口径105mmライフル砲（A5）                                                    | 51口径105mmライフル砲                                                            |
| 副武装   | 12.7mm重機関銃M2×1 7.62mm機関銃M1919A4×1 | 12.7mm重機関銃M2×1 7.62mm機関銃M1919A4×1 | 12.7mm重機関銃M2×1 7.62mm機関銃M73×1（A1-A3） 7.62mm機関銃M60E2×1（A5初期） 7.62mm機関銃M240C×1（A5後期）    | 12.7mm重機関銃M85×1 7.62mm機関銃M3/M60E2×1（A1） 7.62mm機関銃M240×1（A1RISE/A3） |
| エンジン | 空冷4サイクルV型12気筒 ガソリン          | 空冷4サイクルV型12気筒 ガソリン          | 空冷4サイクルV型12気筒 ツインターボチャージャーガソリン（A1/A2） ツインターボチャージド・ディーゼル（A3/A5） | 空冷4サイクルV型12気筒 ツインターボチャージド・ディーゼル                        |
| 最大出力 | 810 hp                                   | 810 hp                                   | 810 hp（ガソリン） / 750 hp（ディーゼル）                                                                    | 750 hp                                                                           |
| 最高速度 | 48 km/h                                  | 48 km/h                                  | 48 km/h | 48 km/h                                                                          |
| 懸架方式 | トーションバー                           | トーションバー                           | トーションバー                                                                                               | トーションバー                                                                   |
| 乗員数   | 5名                                      | 5名                                      | 4名 | 4名                                                                              |
| 装填方式 | 手動                                     | 手動                                     | 手動 | 手動                                                                             |

## 実戦での運用
M60はアメリカ軍に採用されたが、激化するベトナム戦争には投入されず、主にヨーロッパ派遣部隊で使用された。M1エイブラムスが導入されるまではアメリカ軍戦車の代表として、ヨーロッパでの演習の報道を始めとしてメディアに多く露出する車両でもあった。M1の制式採用後もアメリカ海兵隊では永らく装備されていたが、湾岸戦争を最後にほとんどが退役した。
イスラエルに供与された車両は、第四次中東戦争以後の数々の紛争に投入され、近代化改修を加えられた車両は現在も使用されている。アラブ諸国に導入された車両は、第四次中東戦争を始めとしたイスラエルとの戦闘に投入され、M60同士の交戦も発生している。アラブ側がT-72を投入した際にはイスラエル側はブレイザーERA装備型のM60で対抗したが、数両が撃破されるなど少数の被害が出ている。
イランに供与された車両は、イラン・イラク戦争でイラクの装備するソ連製戦車と交戦している。
21世紀に入ると世界的に退役が進んでいるが、トルコに供与された車両は、2014年においても過激派組織ISILの進撃に備えて展開した姿が見られている。
本車は、車内容積にかなりの余裕があり、幾度の改良にも対応でき、同時期に出現したソ連のT-62との戦力差に関しては、第四次中東戦争にてイスラエルが鹵獲した車両を分析したアメリカ軍はM60の方が性能面でリードしていると評した。M60はT-62に比べて砲塔高があるために全高が1メートル近く高く、被発見率や被弾性において不利であるとされていたが、砲塔高があることは主砲の俯角を大きく取る事が可能であり、実戦ではM60の方が地形を利用して車体を晒さずに砲撃を行う事が可能であり、T-62に対し有利であったとされる。

## 各型

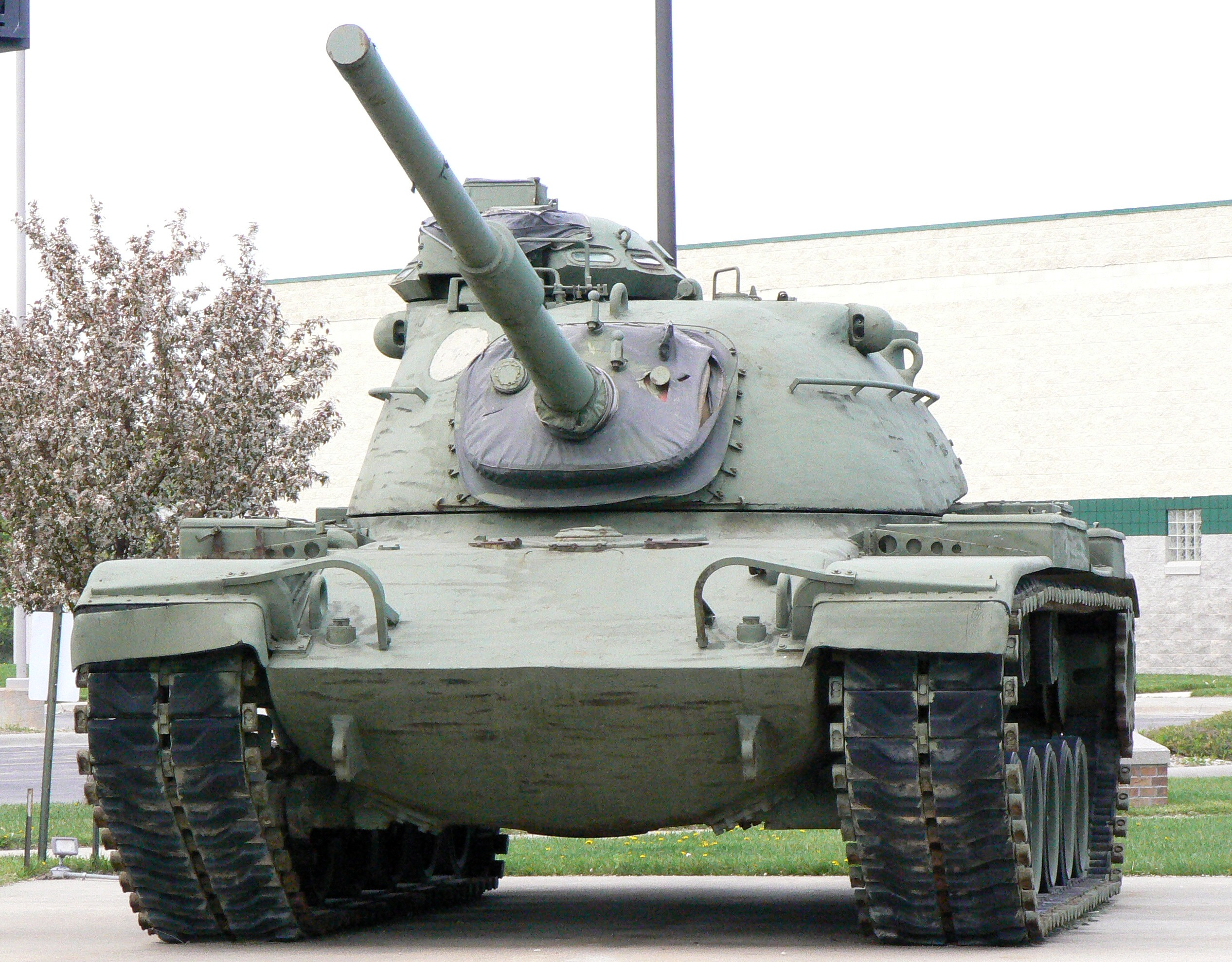
M60
この車両はM48の砲塔に105mm砲を搭載して流用した改装型である

XM68/XM60
主砲のみを105mm砲に換装したM48の砲塔を新型の車体に搭載した試作型。
当初は"M68"の制式名とされる予定で開発が開始されたが、開発中に"M60"に改称の上制式化されて量産された。
M60
M48に類似した亀甲形砲塔を搭載した基本型。一部の車両はM48を改修して生産されている。
1959年生産開始。1,080輌が生産された他、M48から230輌余りが改装されてM60として再就役した。
M60E1
M60に新設計の砲塔を搭載した試作型。車体部にも改修を加えたものがM60A1として制式化され量産された。
M60A1E
M60の車体に新型砲塔と152mm ガンランチャーを搭載した発展型の試作車両、およびその開発計画の名称。-A1E2型を経てM60A2となった。
-A2として制式化され量産されたものとは車体の仕様が異なり、-A2が-A1と同じ改修型車体を使用しているのに対し、-A1Eの車体は原型のM60のままである。開発段階では3種類の砲答案があり、この3種の砲塔と組合わせたものはXM66の仮制式名称でも呼ばれる。
M60A1E4
M60に砲塔内操縦席を備えた新型の砲塔を搭載し、ガンランチャーシステムと独立旋回可能な銃架にマウントされた20mm機関砲を搭載した試作車両で、全体のデザインとしてはMBT70戦車の仕様をM60に採り入れたものとなっている。
MBT70の開発計画により開発された各種の新型技術、特に兵装と操縦装置の遠隔操作装置のテストベッドとして開発されたもので、M60A1E（XM66、後のM60A2）の開発に当たり設計されたXM66-TypeC砲塔のデザインが流用されている。
MBT70とM60A2の開発が終了した後は無線による無人操作のテストに用いられ、得られたデータは後述のXM1060の開発に活かされている。

### M60A1

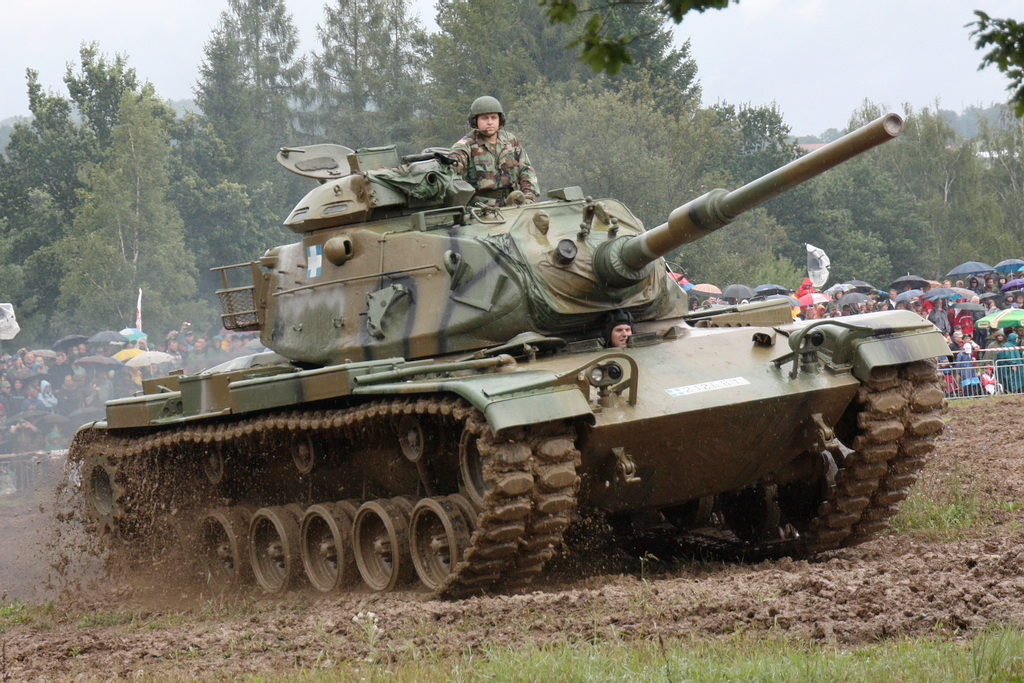
M60A1
かつてのギリシャ軍の装備車両

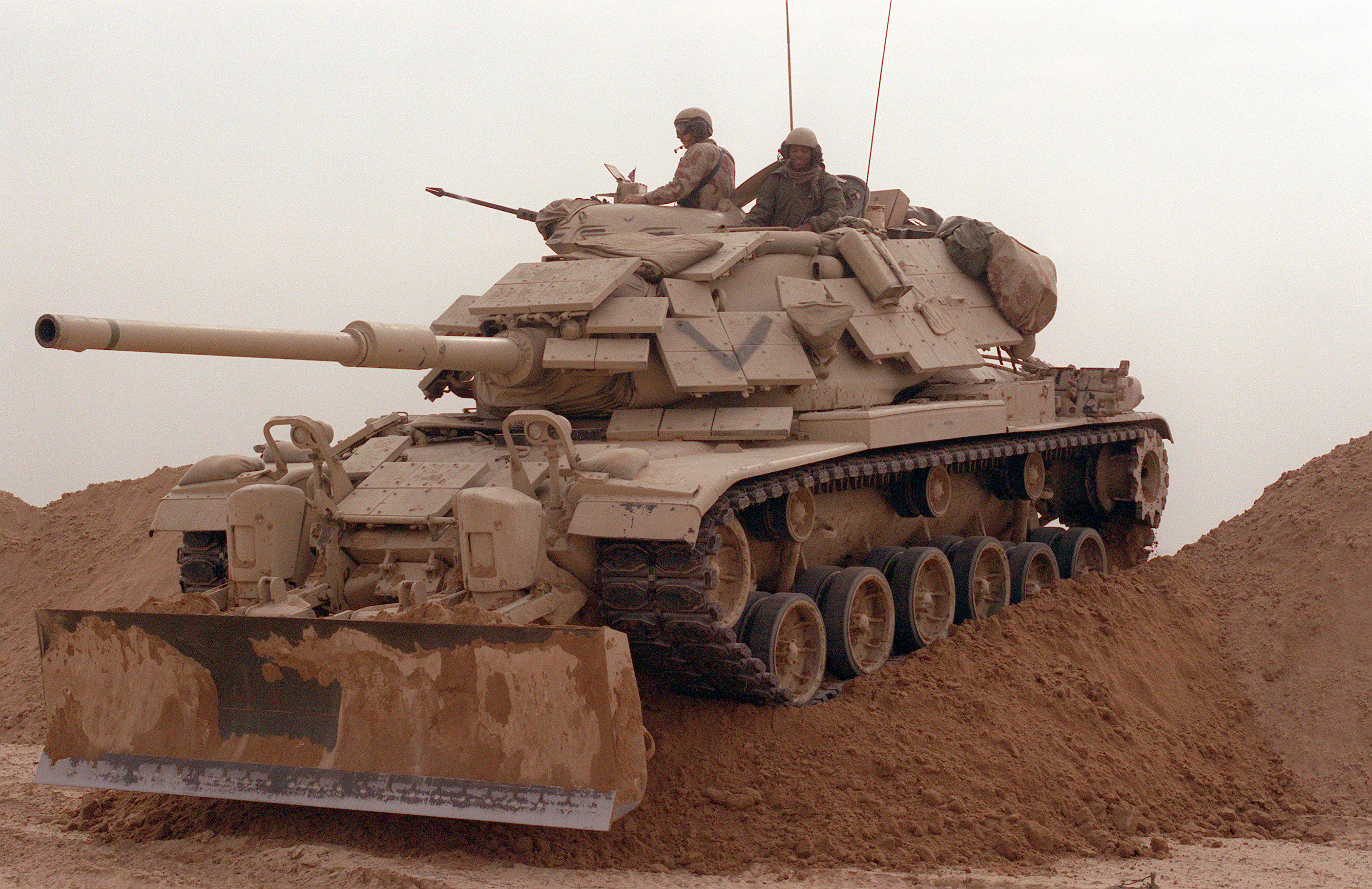
M60A1RISE（ERA装着型）
この車両はM9 ドーザーキットを装着している

T-62に対抗するため、砲塔を亀甲形からより内部容積が広く避弾経始に優れた前面装甲の厚い形状のものに変更し、砲塔が新型となったことに併せて車体各部の装甲厚を増加させ、サスペンションや射撃管制装置、操縦装置を改良、車内レイアウトの変更などの改修を施した改良型。1962年より、M60 シリーズの主力として大量生産された。
M60A1 AOS
AOSとは「Add-On Stabilization」の略。1972年よりM60A1の主砲であるM68に新型の安定装置を装備した改修型。
M60A1E2
M60A2の原型車。制式化されM60A2となった。
M60A1E3
M60A1E2の砲塔にガンランチャーではなくM68 105 mmライフル砲を装備した試作車両。ガンランチャーシステムが開発段階で多数の問題を発生させたため、M60A2の就役後も問題が解決しない場合には-A2の主砲をガンランチャーではなく通常のライフル砲に換装することを考慮したものである。主砲の変更に伴い全体の重量は約1,700ポンド増加している。
最終的にはガンランチャーシステムの実用化と実運用に問題はないとされ、試作された-A1E3は砲塔を-A1のものに換装して射撃管制装置を始めとした各部の改修が行われて-A1の改良計画に転用され、M60A1から直接改修された車両と共に活用された。これにより“M60A1E3”の名称はM60A3試作型の名称となっている。
なお、-A1E3の一連の改修試作の中では懸架装置を新型の可変油気圧方式(hybrid tube-over-bar suspension)に交換した比較試験が行われているが、-A3への改修には懸架装置の変更は採用されなかった。
M60A1 RISE
M60A1に近代化改修を施した型。"RISE"とは"Reliability Improvement Selected Equipment"：信頼性および装備近代化（型）を意味する。射撃管制装置他を新型のものに交換した他、主砲同軸機銃はそれまで搭載されていた7.62mm機関銃M73もしくは7.62mm機関銃M60E2から7.62mm機関銃M240Cに変更されている。陸軍向けに同様の改修を施したM60A3型とは主砲にサーマルスリーブが装着されていないことが外観上の相違点となる。
1970年代に約5,000輌がA1型より改修された。アメリカ海兵隊に配備された車両はイスラエル製ERA（爆発反応装甲）を装備して湾岸戦争でも使用された。

### M60A2
新設計の砲塔を搭載した発展型。M162 152mm ガンランチャーを搭載し、対人用に榴弾、対戦車用にMGM-51 シレイラ・ミサイルを発射できる、という新世代の複合火砲装備戦車として期待された。
1961年8月には開発計画が開始され、この計画により開発されるM60の発展形は"M60A1E series"と仮称され、開発にあたっては"TypeA"、"TypeB"、"TypeC"の3種類の砲塔が検討された。TypeAはT95中戦車(英語版)の開発に際して設計されたT95E7型砲塔を流用したものである。TypeBはT95開発の際に検討されたものを踏まえつつ、この計画のために新たに設計されたもので、M60A1の“ニードル・ノーズ”形新型砲塔と比較しても正面投影面積で40％減少した、小型かつコンパクトなものとなっていた。TypeCは全体としてはTypeAに類似しており、M551シェリダン軽戦車の砲塔のデザインを発展させたもので、3種いずれも避弾経始を強く意識したものとなっていた。M60E1として準備された車両のうち3両がこの計画に廻され、TypeAからCの3種の砲塔を搭載することとなった。この車両群には、いずれも"XM66"の仮制式番号がつけられた。
しかし、計画が開始された1961年のうちに、ガンランチャーシステムの中心となるべき砲発射式ミサイルの開発に問題が生じていることから、ガンランチャーを搭載する戦闘車両すべての開発計画の見直しが必要になり、翌1962年1月10日には、「ミサイルが実用化できない場合に備え、代換となる武装を選定しておくこと」という決定がなされ、これに対する提案の期限が同年4月までとされたため、計画の全体的な取捨選択が行われることになり、M60A1Eシリーズの開発計画も急遽再検討を余儀なくされた。これによりガンランチャーではなく通常のライフル砲に武装を変更した試作車であるM60A1E3の開発や、MBT70戦車の仕様を採り入れた新たな試作車の検討といった各種の案が乱立し、M60A1シリーズおよびXM66開発の実作業にも大いなる混乱が生じることとなる。これらの混乱は、最終的にはガンランチャーシステムとその使用ミサイルの開発に目処がついたとされたため、1964年までには収束した。
3種類の砲塔が検討されたXM66のうち、TypeC案搭載型はモックアップのみで放棄され、1964年1月10日、陸軍は3つの砲塔案すべてを見直し、最終的にはTypeAのデザインを改良したものを選択した。1964年内には2基のTypeA改良砲塔が製造され、各種のテストが開始された。しかし、1966年には車体の仕様をM60A1と同じものとすることに計画が変更され、砲塔もTypeAからTypeBを搭載するものに変更された。これに基づいてTypeB砲塔を搭載しM60A1の車体を使用する試作車には"M60A1E2"の制式名称が与えられ、最初の試作車は1966年内に完成したが、各種の新機構の実用的改修に手間取り、1970年にようやく正式に採用され、"M60A2"の制式名称が与えられた。
M60A2の最初の発注は1971年に行われたが、生産は1973年まで開始されず、最初の先行量産車が生産、配備されたのは1975年からである。同年からは本格量産と部隊配備が開始されたが、ミサイルの価格が高かった事と、整備性が悪いこと、また、誘導方式の問題からミサイルを使用する場合には対戦車戦闘において行進間射撃ができないことが問題視され、生産は526輌に留まり、1981年には運用が中止されて短期配備に終わった。前線から引き揚げられたA2型の車体は架橋戦車や回収戦車などに転用されている。
M60A2は先進的な存在ではあったが、高価で運用が難しいため、運用側からは皮肉をこめて「スターシップ（宇宙船）」というニックネームを与えられた。

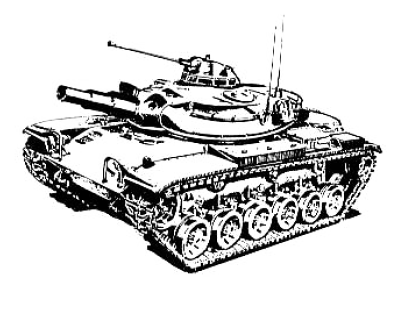
Type C砲塔を搭載したXM66のデザイン案
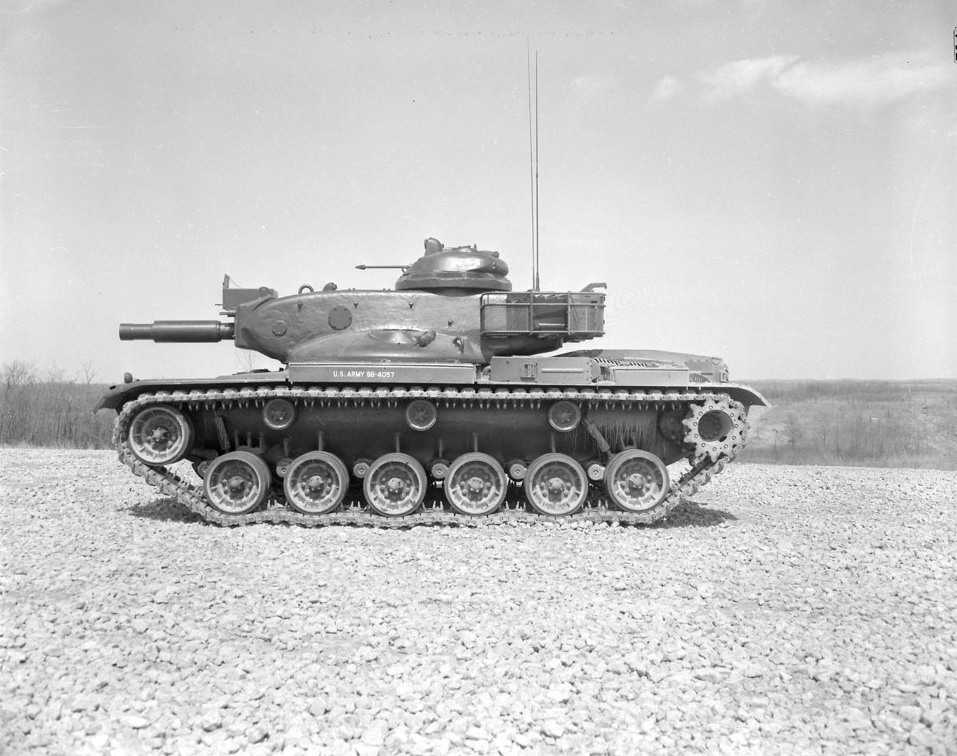
Type B砲塔を搭載したM60A1E1の試作車のうちの1両

### M60A3

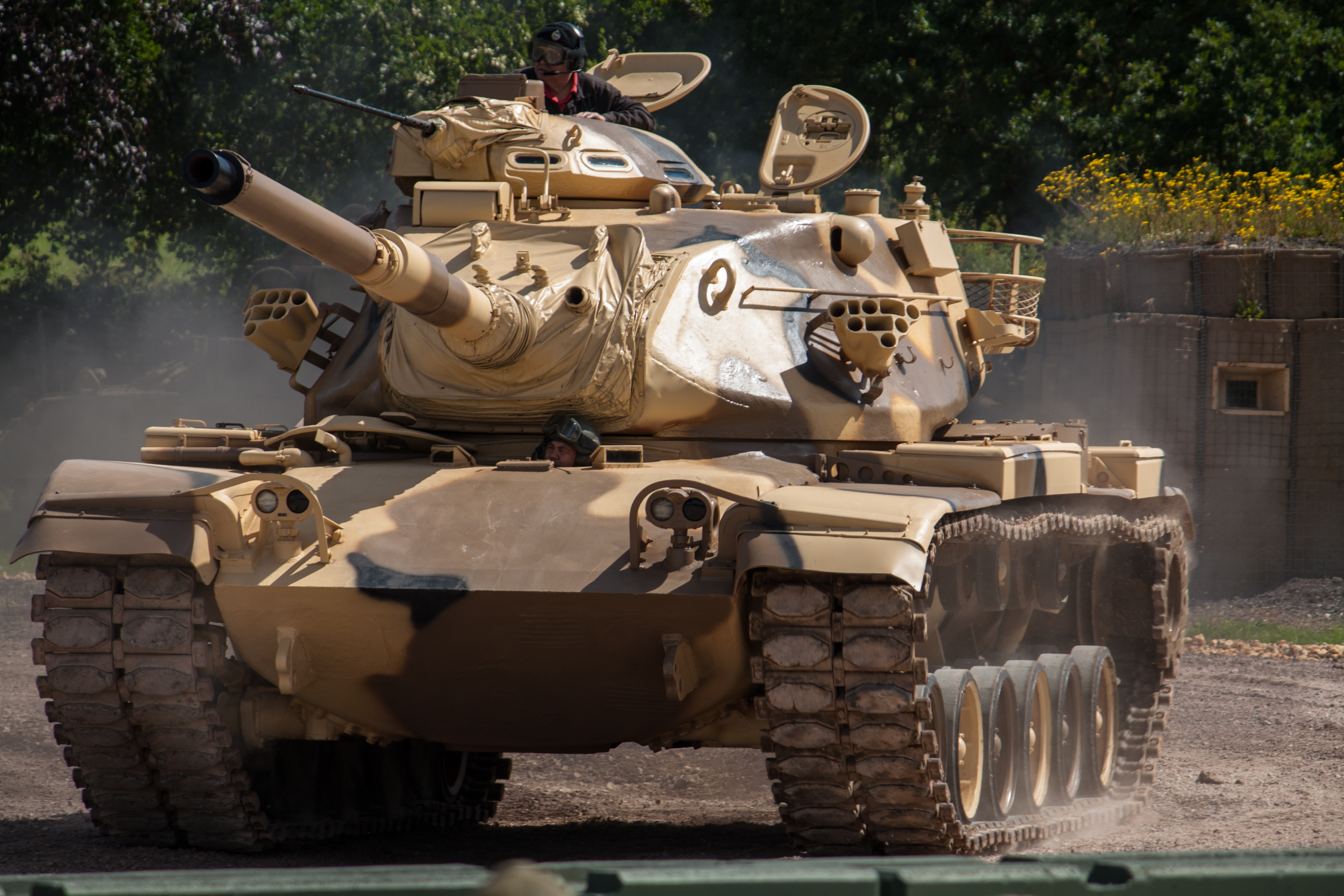
M60A3

1978年に量産開始された、M60A1の近代化改修型。射撃管制装置の換装・強化により主砲の命中精度を高めた他、同軸機銃を7.62mm機関銃M73または7.62mm機関銃M60E2から7.62mm機関銃M240Cに変更し、細部が改良されている。M60A1との外見上の差異は、主砲にサーマルスリーブ（砲身被筒）が装着されていることと、砲塔上面の砲手用間接照準器が大型化されていることである。また、白色光/赤外線サーチライトはそれまで用いられた大型のAN/VSS-1に代えてより小型のAN/VSS-3が装備されるようになった。
約1,700輌が生産された他、M60A1より2,100輌がA3仕様に改修された。アメリカ陸軍の他、台湾陸軍やイスラエル国防軍などで使われている。
なお、アメリカ海兵隊はM60A3を導入せず、既存のM60A1を改修してM60A3相当としたM60A1RISEとして運用した。

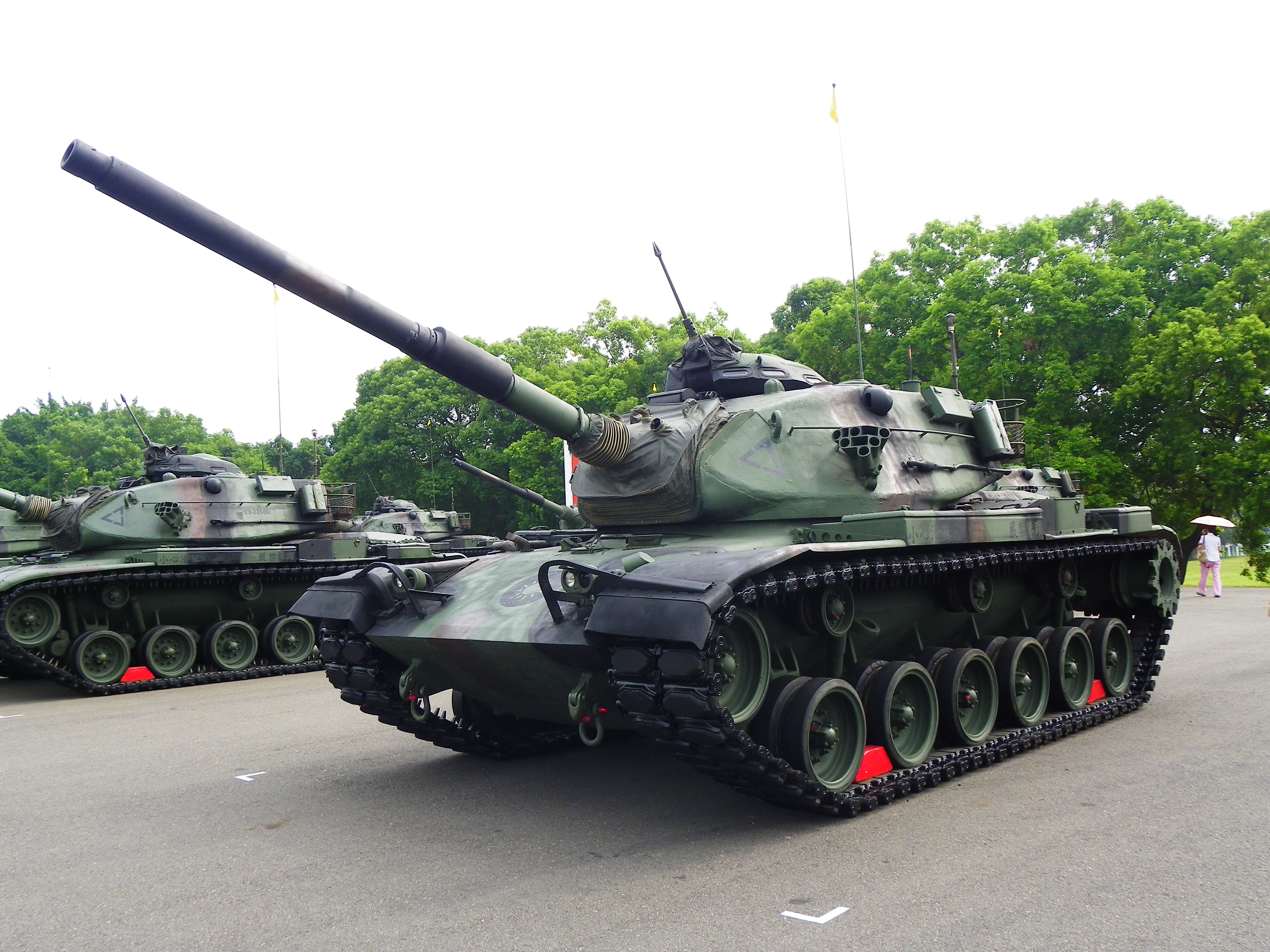
M60A3TTS
台湾軍の装備車両

M60A3TTS
TTSとは「Tank Thermal Sight」の略。M60A3の夜間用サイトをAN/VSG-2熱線映像装置に換装した改修型。これにより、白色光/赤外線サーチライトは装備されなくなった。現在も第1線で運用されている車両は多くがこのTTS改修を受けている。

## 派生型

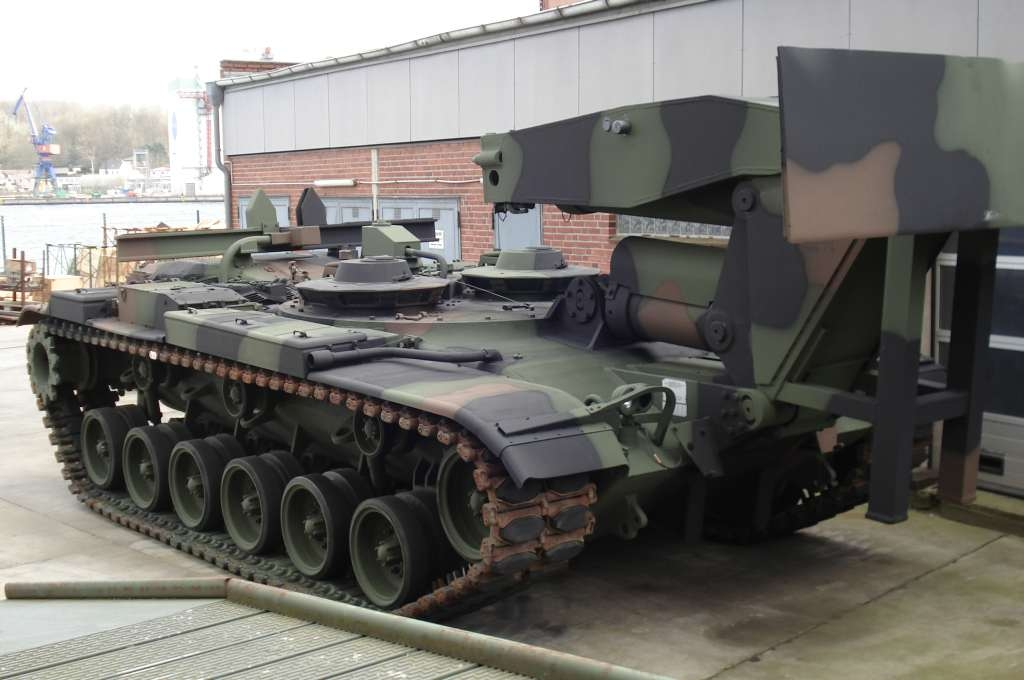
M60A1 AVLB
（架橋を搭載していない状態）

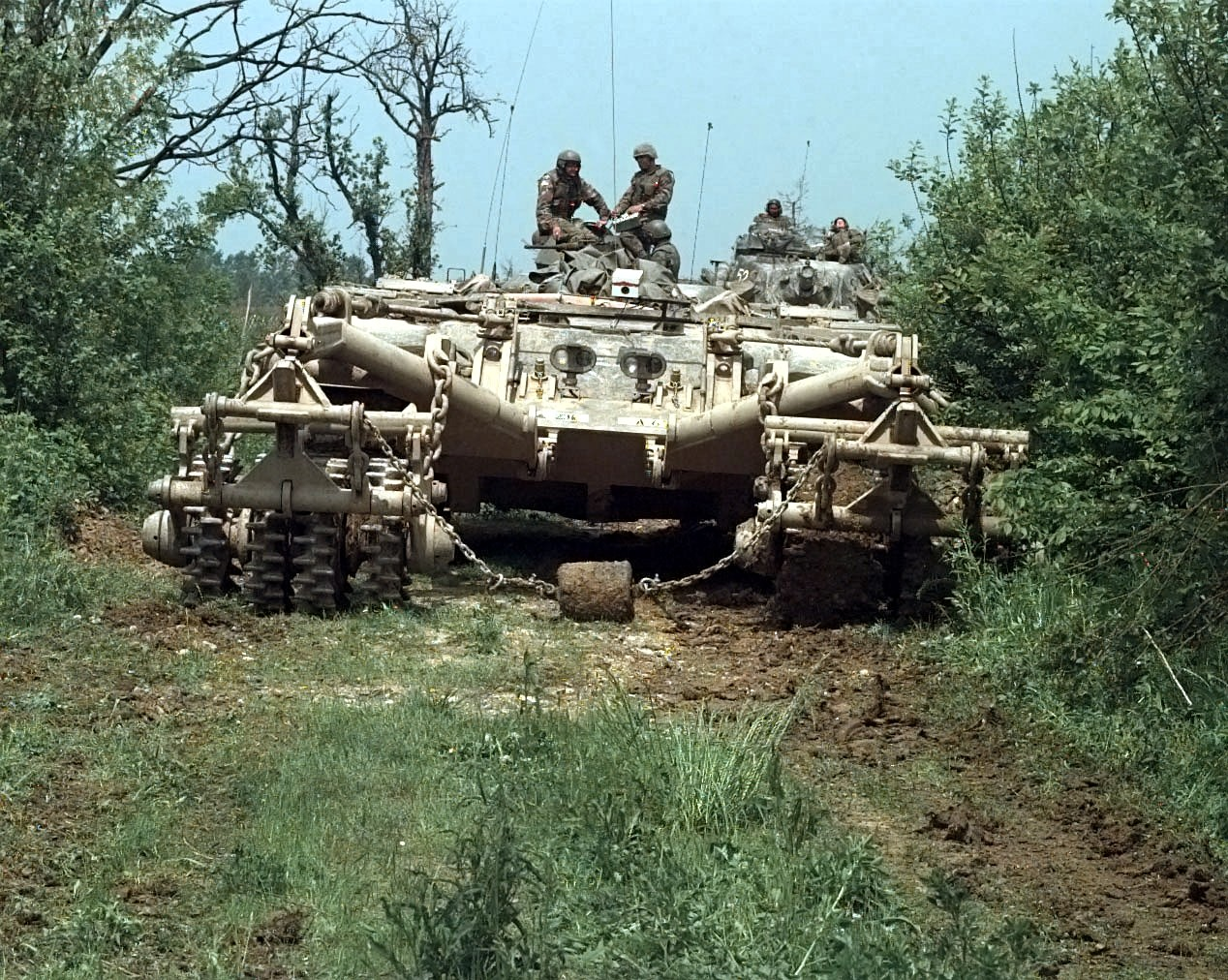
M60 パンサー

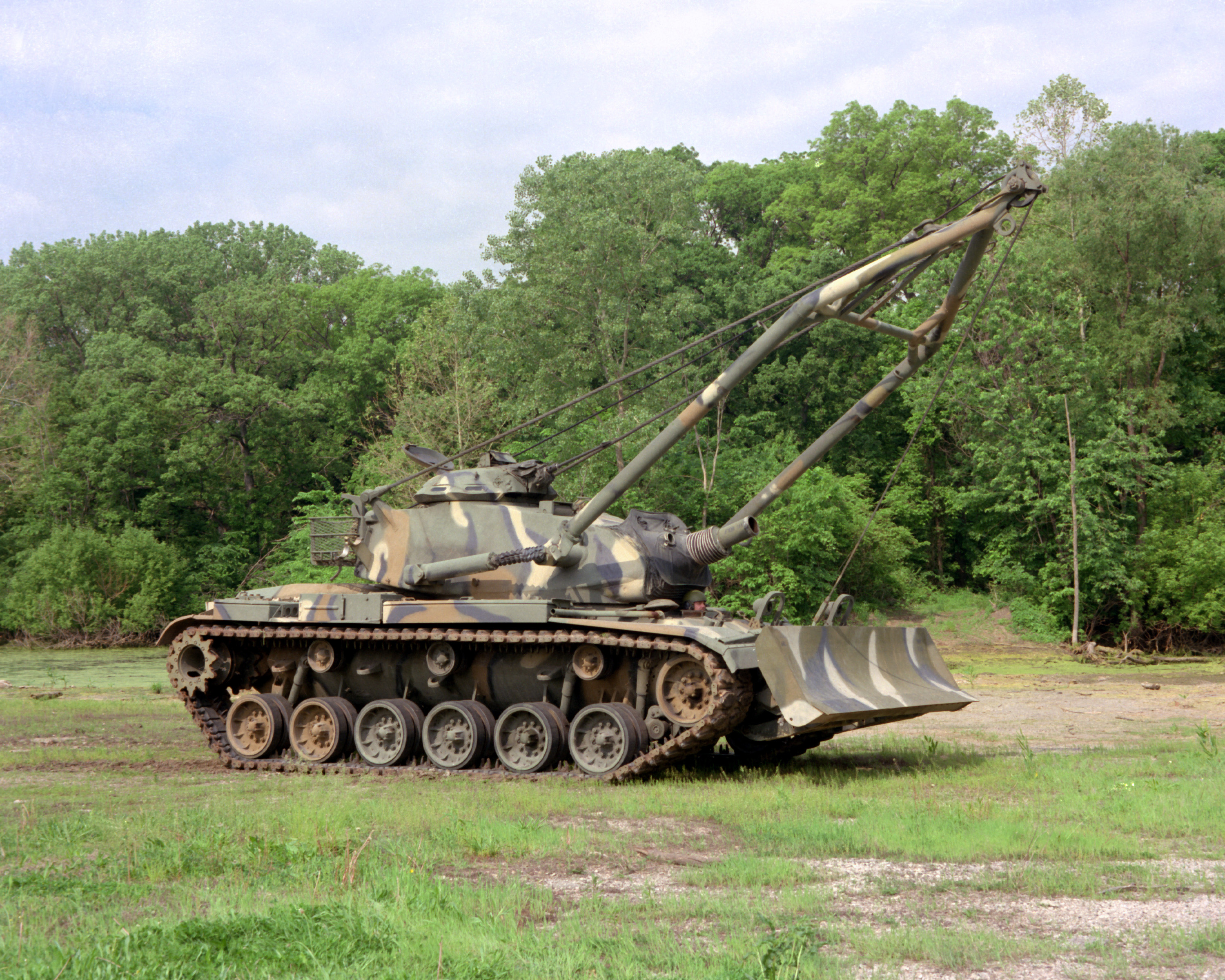
M728 CEV

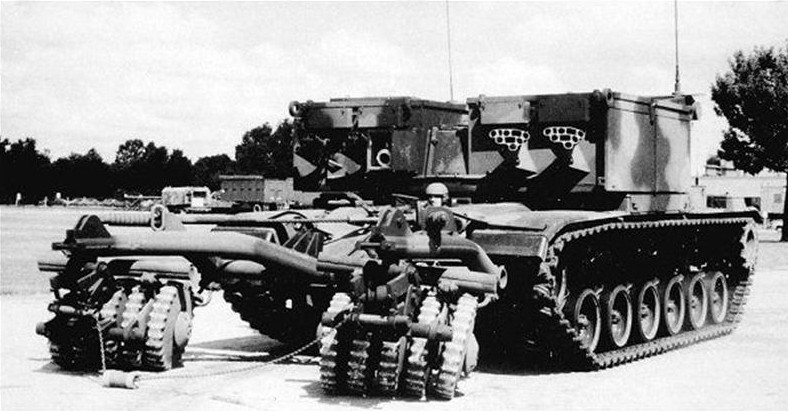
XM1060 ROBAT

M60 AVLB
「AVLB」とは、"Armored Vehicle Landing Bridge"の略。
M60の車体に折り畳み式（シザース式）の橋を取り付けた架橋戦車。車体にはM60およびM60A1とM60A2のものが使われている。
なお、イスラエルが起動輪と履帯を改修したものをMagach Tagashの名称で使用している他、独自に開発した架橋とその架設装置を搭載した派生型があり、この車両は"Magach Tagash Tsemed"と呼ばれる。

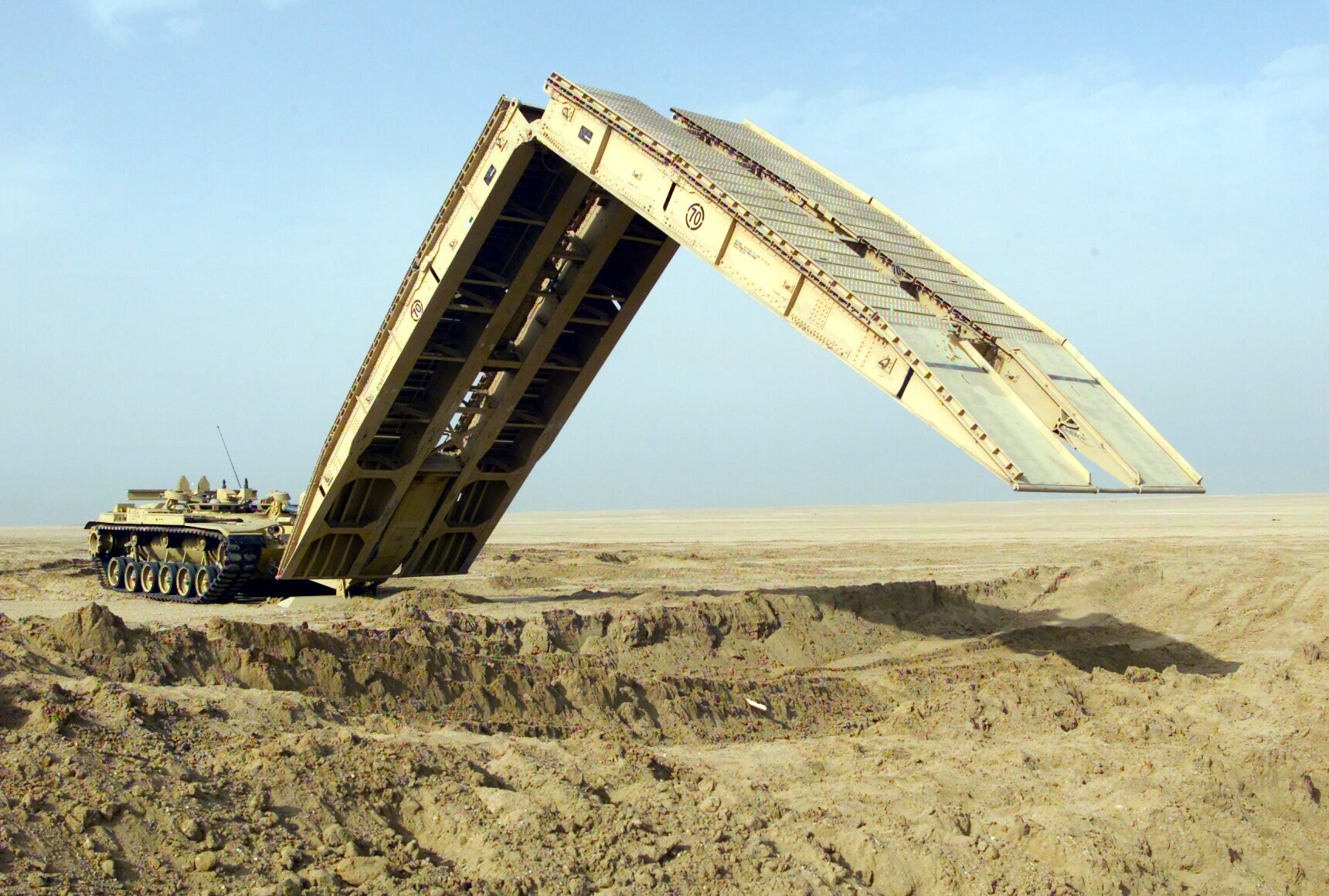
架橋を展開したM60A1 AVLB
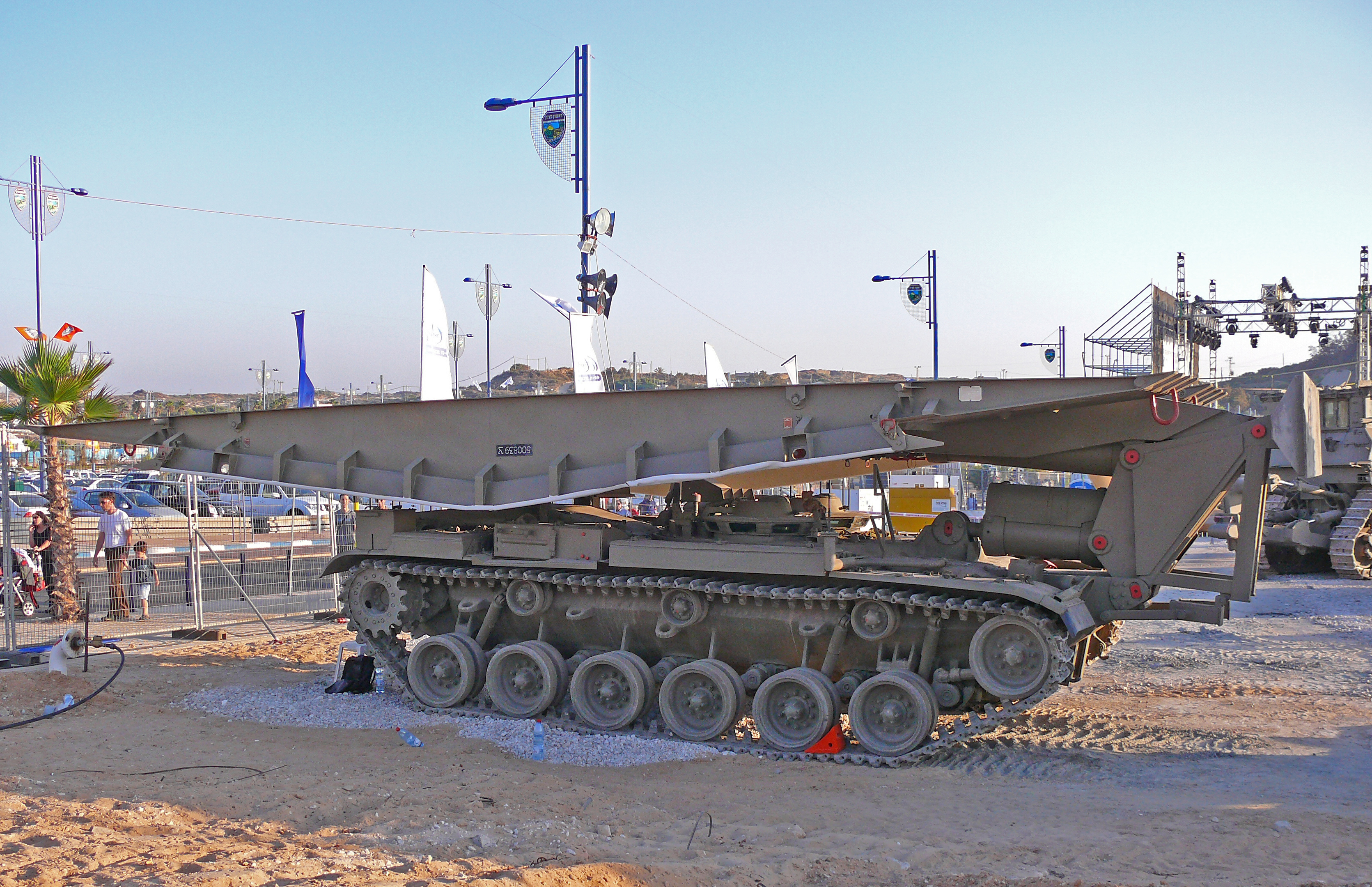
イスラエルのMagach Tagash Tsemed架橋戦車 この車両は架橋を一つしか搭載していない状態

M60 AVLM
「AVLM」とは、"Armored Vehicle Launched MICLIC"の略。
M60もしくはM60 AVLBの車体にMICLIC（MIne-Clearing LIne Charge）地雷爆破装置2基を装備した地雷処理戦車。
M60 パンサー（M60 Panther）
M60A3の車体を流用した地雷処理戦車。危険を避けるため、リモコンによる遠隔操作で操縦する。
M728 CEV
「CEV」とは、"Combat Engineer Vehicle"の略。
M60A1を基に製作された戦闘工兵車。主砲をM68 105mm戦車砲から、障害物破砕用のM135 165mm砲に換装し、車体前部にD7 ブルドーザーブレードか地雷処理装置を装備可能。 改良型のM728A1も存在する。
XM1060 ROBAT
"ROBAT"とは「Robotic Obstacle-Breaching Assault Tank（ロボット化障害物突破突撃戦車）」の略。
M60の車体に地雷原爆破用爆索投射装置と圧踏ローラ式、もしくは鋤型の地雷原処理装置を装備し、車体後面には地雷処理済表示マーカーの設置装置を搭載した試作戦闘工兵車。無線の他光ファイバーケーブルを用いた有線遠隔操縦により無人状態でも行動させることが可能。
M60 AVLMを発展させたものとして計画され、既存車両の改修により142両が製造される予定であったが、予算の圧縮のために前線地雷処理に対するアメリカ軍の方針が「戦車に地雷処理装置を搭載すればよく、専用の車両は必要としない」ものに変更されたため、試作車3両のみがM60A2とM60A3より改造されたに留まり、量産は行われなかった。

### 改修型

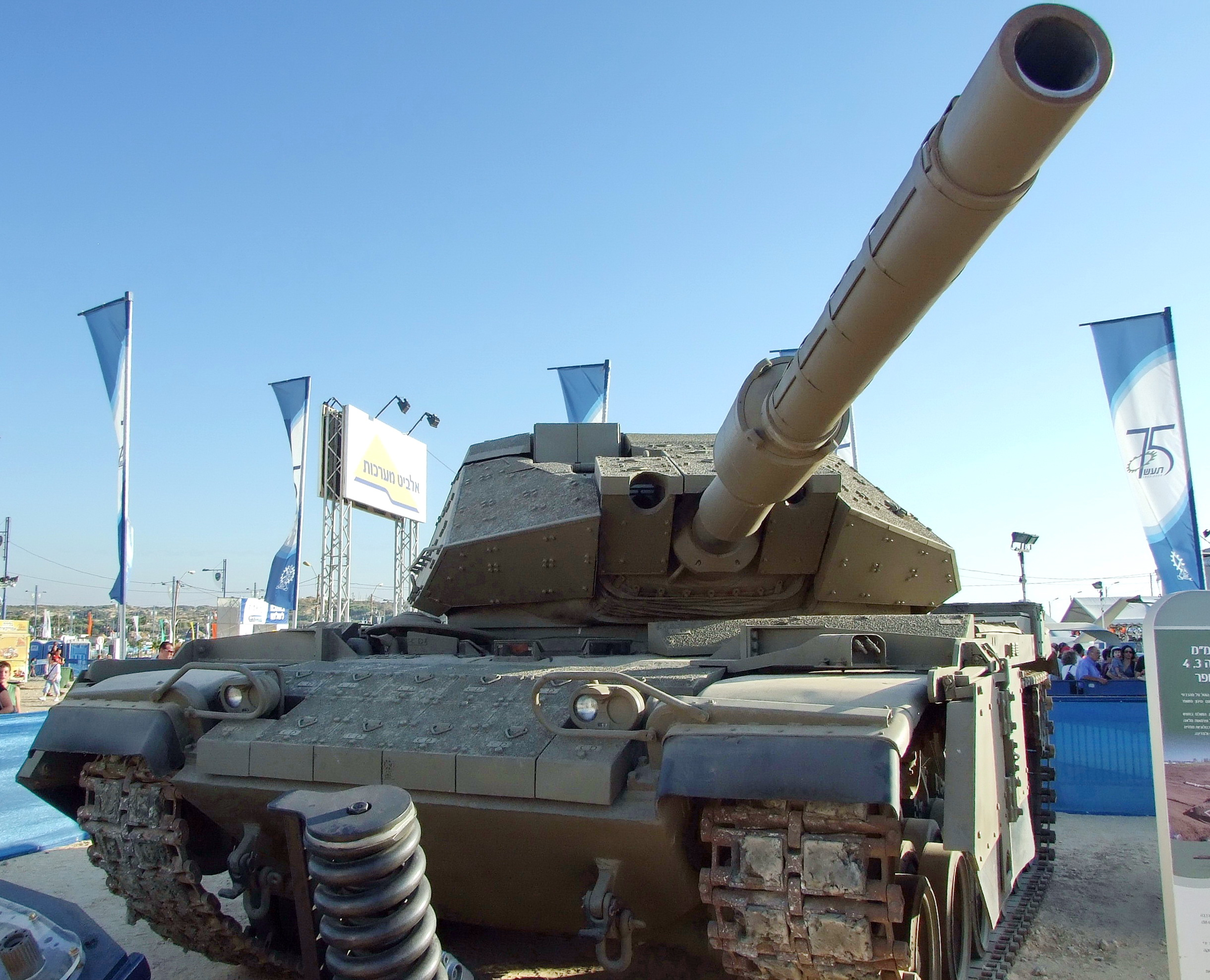
サブラ Mk.II（M60T）

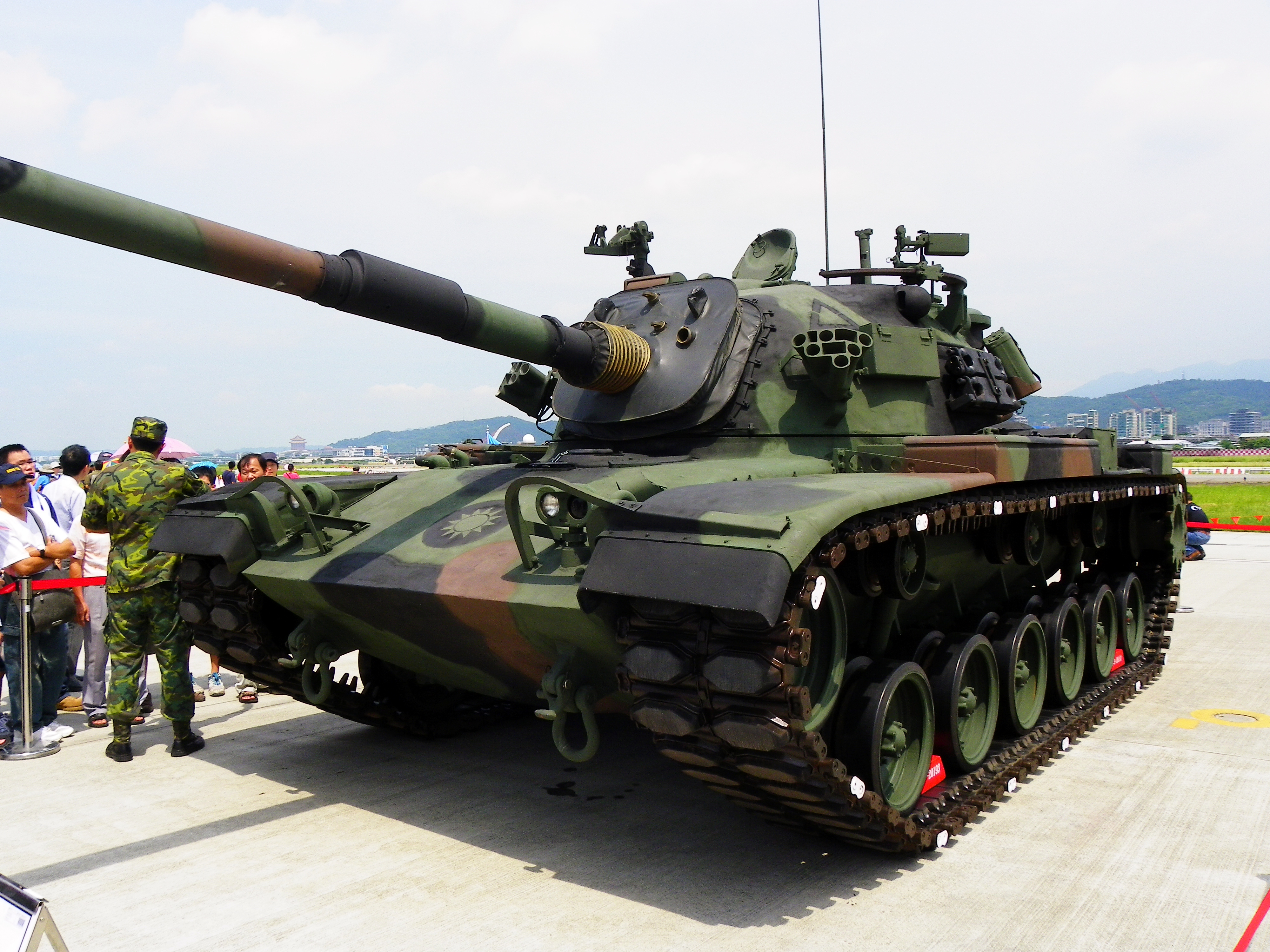
CM11

E-60
イスラエル軍におけるM60の形式記号。基本的には原型のM60シリーズと同じだが、イスラエル軍の運用思想に合わせて細かな改修が施されている。
「E-60」がM60、「E-60A」がM60A1、「E-60B」がM60A3、「E-60AD」がM60A1にM9 ドーザーブレードキットを装着したものに付けられた番号である。
マガフ（Magach）
M48およびM60をイスラエルが導入し独自改修した型。"マガフ"の名称が付けられたもののうち、6と7がM60をベースとしており、ブレイザー ERA（爆発反応装甲）を装備したマガフ6系と、複合素材を使用して装甲を強化したマガフ7が存在する。

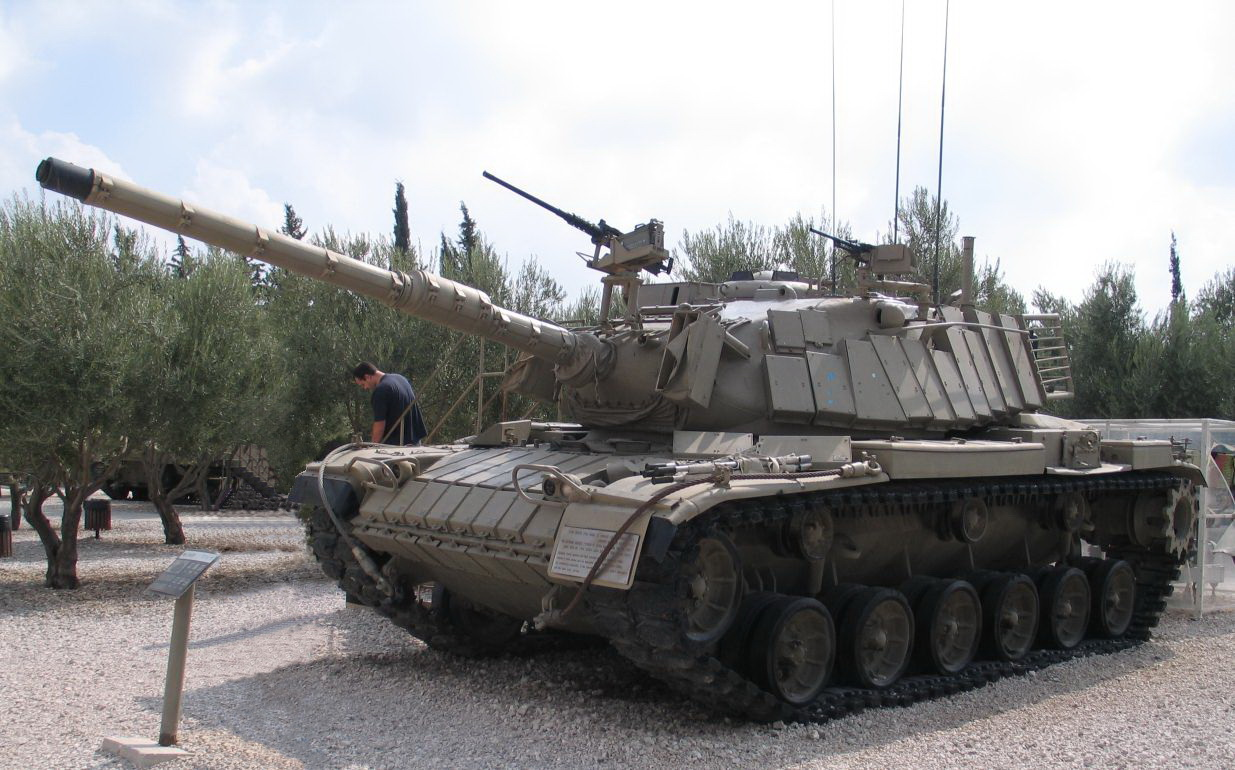
マガフ6B
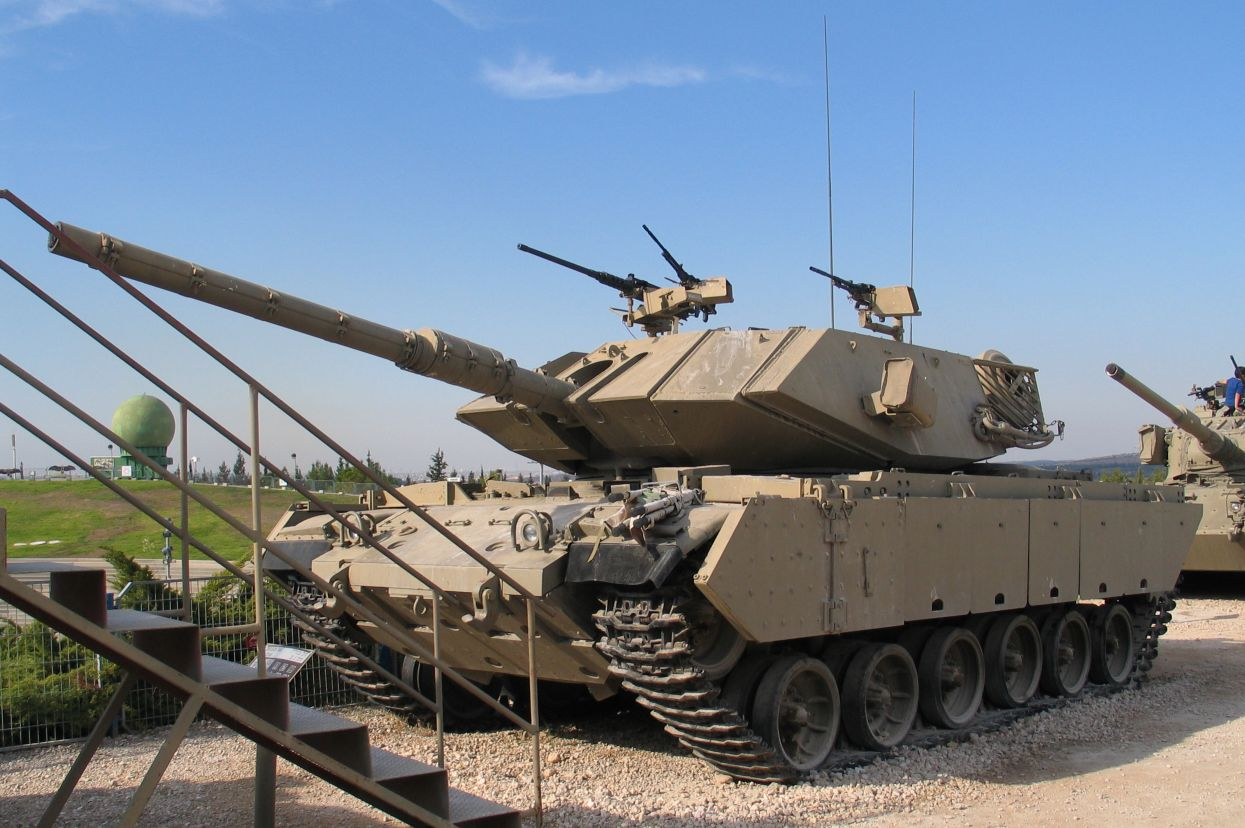
マガフ7C

サブラ（Sabra）
イスラエルが輸出向けにM60を独自改修したパッケージ型改修案。主砲をメルカバと同じ、国産の44口径120mm滑腔砲に換装し、砲塔部に楔形の装甲を追加しているのが特徴。提案されたもののうち、サブラ Mk.IIがトルコにて「M60T」として採用されている。
CM11 勇虎式戦車
アメリカ名M48H 。台湾が生産した、M60A3のシャーシにM48A5の砲塔を搭載した装束型。台湾政府はM48の後継としてM60ないしはM60A1/A3の導入を望んだが、対中関係に配慮したアメリカ政府によって交渉がまとまらず、それを受けて「M48の改良型」の名目でジェネラル・ダイナミクス社の技術提携を受ける形で開発したものである。
M48A5およびM60相当の車両であるが、射撃指揮装置はM1エイブラムスと同等の能力を持つ国産のものに換装されている。2000年代に入ってよりはフランス・GIAT社製の爆発反応装甲を装着した改修型へのアップデートが進められている。
なお、アメリカの方針転換により、1995年より450両余りのM60A3が台湾に売却され、本車と並行して装備されている。
サムサーム
イラン・イスラム共和国が2013年に公開したM60A1のコピー。
M60-120
ヨルダンのアブドゥッラー2世国王設計開発局（KADDB）が、スイスのSWシン社と合同で開発したM60A3用近代改修キット。主砲をSW120mm L50滑腔砲とレイセオン社製の射撃管制装置を組み合わせたもの。
M60A3-84
かつてのライバル戦車T-54を開発したウクライナのKhKBMでは、M60にウクライナ国産の120mm砲KBA-2を搭載する近代化改修案を作成している。また、ニージュなどの新しい爆発反応装甲も装備され、その他各種防御システムが装備されることになる。これにより、M60A3-84はT-84-120 ヤタハーンやT-72-120並みの高性能を獲得することになる。なお、この改修キットでは需要があればソ連口径の125mm砲や140mm砲も装備可能である。
120S M60-2000
GDLS（ジェネラル・ダイナミクス・ランド・システムズ）社が提案した、M60の車体にM1エイブラムスの砲塔を搭載した近代化改修案。砲塔を換装した他、エンジンとトランスミッション、サスペンションを改良するとされる。
トルコ陸軍のM60後継計画に対して提案され、その他のM60を装備している国に対して売り込みが行われているが、現在のところ発注はされていない。
M60CZ-10/25E Alacran
スペインが独自に開発した戦闘工兵車。M60A1にドーザープレートを装備し、砲塔には主砲の代わりにショベルアームが装備されている。
M60VLPD 26/70E
スペインが独自に開発した架橋戦車。M60A1の車体にドイツ製のレグアン戦車橋（Leguan bridge system）を搭載したもの。

## 採用国
現役
- アフガニスタン - 13輌 M60A3（旧ギリシャ軍の車両）
- ボスニア・ヘルツェゴビナ - 45輌 M60A3
- バーレーン - 180輌 M60A3
- ブラジル - 91輌 M60A3
- エジプト - 2024年時点で、エジプト陸軍が300両のM60A1、850両のM60A3を保有[6]。
- イラン - 150輌 M60A1
- イスラエル - 711輌
- ヨルダン - 250輌
- レバノン - 2024年時点で、レバノン陸軍が10両のM60A2を保有[7]。
- モロッコ - 2024年時点で、モロッコ陸軍が220両のM60A1、120両のM60A3を保有[8]。
- オマーン - 2023年時点で、オマーン陸軍が6両のM60A1、73両のM60A3を保有[9]。
- ポルトガル - 100輌 M60A3TTS
- サウジアラビア - 450輌 M60A1、A3
- シンガポール - 2023年時点で、シンガポール陸軍が12両のM60AVLB架橋戦車を保有[10]。
- スペイン - 50輌 M60A3TTS
- チャド
- 中華民国（台湾） - 450輌 M60A3TTS
- タイ - 178輌 M60A1、A3
- チュニジア - 84輌 M60A3
- トルコ - 925輌 M60A3TTS/A1
- イエメン - 240輌

退役
- アメリカ合衆国
- イタリア
- エチオピア
- オーストリア
- ギリシャ
- ザイール

## その他
1973年の第四次中東戦争にて、イスラエル国防軍（IDF）の使用したM48/M60に、被弾時に砲塔旋回機構の駆動油に引火して炎上するという欠点が明らかになった。この事から、同軍内でのM60系の愛称である「マガフ（Magach）」が、実はヘブライ語で「焼死体運搬車（Movil Gviyot Charukhot）」の略だとするジョークが語られた。
1995年5月17日、カリフォルニア州サンディエゴの州兵兵器庫に保管されていたM60（砲塔の形状から、M60A1かM60A3）が元陸軍戦車兵のショーン・ネルソンに強奪され、サンディエゴ市内を練り歩いて路上に駐車されていた車や消火栓などを多数踏みつぶし、高速道路上で中央分離帯に乗り上げてキャタピラが外れるまで暴走を続ける事件が発生した。

## 登場作品

### 映画・テレビドラマ
『X-ファイル』
シーズン7第13話にて、A3がバーチャル・ゲーム空間内にCGで登場。ゲームをプレイする主人公たちを襲撃してくる敵キャラが搭乗する。
『ウォーキング・デッド』
シーズン4にA1が登場。
『おかしな関係』
クウェートでテストされている最新鋭戦車として、マガフ7を改造した車両が登場。
イスラエルでロケが行われたため、当該の車両の他にもM60のイスラエル軍仕様やマガフシリーズが画面の端々に写っている。
『トランスフォーマー』
冒頭でカタールのアメリカ軍基地が襲撃されるシーンにて、基地内に多数のM60が駐車してある。
撮影はニューメキシコ州で行われており、オーディオコメンタリーによれば、これらの車両はアメリカ軍が射撃標的用として保管しているものであるとのこと。
『パラダイス・アーミー』
A1がアメリカ軍の戦車として登場するほか、サイドスカートとダミーのマズルブレーキを装着して赤い星を描いたA1がソビエト軍の戦車として登場。
『ブラックホーク・ダウン』
パキスタン軍の戦車としてA1が登場。終盤にて、モガディシュの市街地に取り残された第75レンジャー連隊やデルタフォース隊員らの救援に駆け付ける。
撮影には、ロケ地のモロッコ軍所属車両が使用されている。

### アニメ・漫画
『ウォッチメン』
アメリカ軍の車両が登場。パフォーマンスとして公開された映像にて、DR.マンハッタンが放った光線によって破壊されている。
『ガールズ&パンツァー 劇場版』
マガフ6B ガル・バタシュの模型がしほの部屋に飾られている。
『ゴルゴ13』
エピソード「宴の終焉」にて、デイブ・マッカートニー製作の30mm対物ライフルの試射の際、展示されている本車が標的として用いられ、車体前面の装甲を貫かれる。

### 小説
『WORLD WAR Z』
架橋戦車型のM60 AVLBが登場。ヨンカーズの戦いに投入されていたことが登場人物の口から語られる。

### ゲーム
『Armored Warfare』
『Operation Flashpoint: Cold War Crisis』
アメリカ軍陣営で使用可能な戦車として登場する。
『Project Reality（BF2）』
ベトナム戦時のアメリカ海兵隊の兵器としてM60に火炎放射器を搭載した改良型、M67A1 Flamethrower Tank (Zippo)が登場する。
『Wargame Red Dragon』
NATO陣営のアメリカ軍デッキで使用可能な戦車として迷彩を施したA1・爆発反応装甲を装着したA1・A1 AOS・A1RISE・A3・MGM-51 シレイラ対戦車ミサイルを搭載したA2E1とA2E2が、火炎放射戦車としてM67A1が、戦闘工兵車としてM728が登場する。
『War Thunder』
アメリカ中戦車ツリーにて開発可能。初期のM60にM60A1(AOS)とERAを装備した海兵隊バージョンであるM60A1 RISEが使用可能である｡駆逐戦車ツリーにはM60A2も存在する｡中国ツリーにはM60A3 TTSが追加された。
『World of Tanks』
アメリカ中戦車M60として限定配布。
『エースコンバットシリーズ』
『エースコンバット04』
エルジア軍の戦車として、サイドストーリーにマガフ7Cが登場。
『エースコンバットX』
レサス軍の戦車として登場。
『エースコンバット3D』
オープニングにマガフ7Cが登場。
『戦闘国家シリーズ』
アメリカの基本装備として組み込まれる。